# Љубав за љубав
Љубав за љубав је трећи студијски албум Аде Гегаја. Издат је 1989. године.